# Ronde van Frankrijk 2021/Startlijst
Deze pagina bevat de startlijst van de 108e Ronde van Frankrijk die op zaterdag 26 juni 2021 van start ging in Brest. In totaal deden er 23 ploegen mee aan de rittenkoers die op zondag 18 juli eindigde in Parijs. Iedere ploeg ging met acht renners van start, wat het totaal aantal deelnemers op 184 bracht.

## Overzicht

### UAE Team Emirates
| rugnummer | renner               | prestaties deze ronde | opmerkingen                                                                           | eindklassering |
| --------- | -------------------- | --- | ------------------------------------------------------------------------------------- | -------------- |
| 1         | Tadej Pogačar        | Winnaar: 5e, 17e en 18e etappe 8e, 9e, 10e, 11e, 12e, 13e, 14e, 15e, 16e, 17e, 18e, 19e, 20e en 21e etappe 18e, 19e, 20e en 21e etappe 1e, 2e, 3e, 4e, 5e, 6e, 7e, 8e, 9e, 10e, 11e, 12e, 13e, 14e, 15e, 16e, 17e, 18e, 19e, 20e en 21e etappe | Winnaar eindklassement, bergklassement en jongerenklassement Ronde van Frankrijk 2021 | 1e             |
| 2         | Mikkel Bjerg         | |                                                                                       | 110e           |
| 3         | Rui Costa            | |                                                                                       | 77e            |
| 4         | Davide Formolo       | |                                                                                       | 44e            |
| 5         | Marc Hirschi         | |                                                                                       | 98e            |
| 6         | Vegard Stake Laengen | |                                                                                       | 112e           |
| 7         | Rafał Majka          | |                                                                                       | 34e            |
| 8         | Brandon McNulty      | |                                                                                       | 69e            |

### Team Jumbo-Visma
| rugnummer | renner            | prestaties deze ronde                      | opmerkingen                    | eindklassering |
| --------- | ----------------- | ------------------------------------------ | ------------------------------ | -------------- |
| 11        | Primož Roglič     |                                            | Niet gestart voor de 9e etappe | DNF            |
| 12        | Wout van Aert     | Winnaar: 11e, 20e en 21e etappe 15e etappe |                                | 19e            |
| 13        | Robert Gesink     |                                            | Opgave tijdens de 3e etappe    | DNF            |
| 14        | Steven Kruijswijk |                                            | Opgave tijdens de 17e etappe   | DNF            |
| 15        | Sepp Kuss         | Winnaar: 15e etappe                        |                                | 32e            |
| 16        | Tony Martin       |                                            | Opgave tijdens de 11e etappe   | DNF            |
| 17        | Mike Teunissen    |                                            |                                | 76e            |
| 18        | Jonas Vingegaard  |                                            |                                | 2e             |
|           | Team              | 1e, 2e, 5e, 6e en 7e etappe                |                                |                |

### INEOS Grenadiers
| rugnummer | renner               | prestaties deze ronde | opmerkingen                            | eindklassering |
| --------- | -------------------- | --------------------- | -------------------------------------- | -------------- |
| 21        | Geraint Thomas       |                       |                                        | 41e            |
| 22        | Richard Carapaz      |                       |                                        | 3e             |
| 23        | Jonathan Castroviejo |                       |                                        | 23e            |
| 24        | Tao Geoghegan Hart   |                       |                                        | 60e            |
| 25        | Michał Kwiatkowski   |                       |                                        | 68e            |
| 26        | Richie Porte         |                       |                                        | 38e            |
| 27        | Luke Rowe            |                       | Buiten tijd gefinisht in de 11e etappe | DNF            |
| 28        | Dylan van Baarle     |                       |                                        | 54e            |

### Israel Start-Up Nation
| rugnummer | renner           | prestaties deze ronde | opmerkingen                     | eindklassering |
| --------- | ---------------- | --------------------- | ------------------------------- | -------------- |
| 31        | Chris Froome     |                       |                                 | 133e           |
| 32        | Guillaume Boivin |                       |                                 | 105e           |
| 33        | Omer Goldstein   |                       |                                 | 122e           |
| 34        | André Greipel    |                       |                                 | 125e           |
| 35        | Reto Hollenstein |                       |                                 | 136e           |
| 36        | Daniel Martin    |                       |                                 | 40e            |
| 37        | Michael Woods    | 14e etappe            | Niet gestart voor de 19e etappe | DNF            |
| 38        | Rick Zabel       |                       |                                 | 134e           |

### Trek-Segafredo
| rugnummer | renner          | prestaties deze ronde | opmerkingen                   | eindklassering |
| --------- | --------------- | --------------------- | ----------------------------- | -------------- |
| 41        | Vincenzo Nibali |                       | Niet gestart in de 16e etappe | DNF            |
| 42        | Julien Bernard  |                       |                               | 37e            |
| 43        | Kenny Elissonde | 11e etappe            |                               | 36e            |
| 44        | Bauke Mollema   | Winnaar: 14e etappe   |                               | 20e            |
| 45        | Mads Pedersen   |                       |                               | 137e           |
| 46        | Toms Skujiņš    |                       |                               | 71e            |
| 47        | Jasper Stuyven  |                       |                               | 39e            |
| 48        | Edward Theuns   | 2e etappe             |                               | 104e           |

### Deceuninck–Quick-Step
| rugnummer | renner             | prestaties deze ronde | opmerkingen | eindklassering |
| --------- | ------------------ | --- | ----------- | -------------- |
| 51        | Julian Alaphilippe | Winnaar: 1e etappe 1e, 2e en 3e etappe                                                                                         |             | 30e            |
| 52        | Kasper Asgreen     | |             | 64e            |
| 53        | Davide Ballerini   | |             | 108e           |
| 54        | Mattia Cattaneo    | |             | 12e            |
| 55        | Mark Cavendish     | Winnaar: 4e, 6e, 10e en 13e etappe 4e, 5e, 6e, 7e, 8e, 9e, 10e, 11e, 12e, 13e, 14e, 15e, 16e, 17e, 18e, 19e, 20e en 21e etappe |             | 139e           |
| 56        | Tim Declercq       | |             | 141e           |
| 57        | Dries Devenyns     | |             | 135e           |
| 58        | Michael Mørkøv     | |             | 138e           |

### Movistar Team
| rugnummer | renner             | prestaties deze ronde | opmerkingen                     | eindklassering |
| --------- | ------------------ | --------------------- | ------------------------------- | -------------- |
| 61        | Miguel Ángel López |                       | Niet gestart voor de 19e etappe | DNF            |
| 62        | Jorge Arcas        |                       |                                 | 90e            |
| 63        | Imanol Erviti      |                       |                                 | 67e            |
| 64        | Iván García        |                       |                                 | 94e            |
| 65        | Enric Mas          |                       |                                 | 6e             |
| 66        | Marc Soler         |                       | Niet van start in de 2e etappe  | DNF            |
| 67        | Alejandro Valverde |                       |                                 | 24e            |
| 68        | Carlos Verona      |                       |                                 | 101e           |

### BORA-hansgrohe
| rugnummer | renner            | prestaties deze ronde                 | opmerkingen                     | eindklassering |
| --------- | ----------------- | ------------------------------------- | ------------------------------- | -------------- |
| 71        | Peter Sagan       |                                       | Niet gestart voor de 12e etappe | DNF            |
| 72        | Emanuel Buchmann  |                                       |                                 | 33e            |
| 73        | Wilco Kelderman   |                                       |                                 | 5e             |
| 74        | Patrick Konrad    | Winnaar: 16e etappe                   |                                 | 27e            |
| 75        | Daniel Oss        |                                       |                                 | 115e           |
| 76        | Nils Politt       | Winnaar: 12e etappe                   |                                 | 50e            |
| 77        | Lukas Pöstlberger |                                       |                                 | 116e           |
| 78        | Ide Schelling     | 1e, 3e, 4e, 5e en 6e etappe 1e etappe |                                 | 119e           |

### Groupama-FDJ
| rugnummer | renner              | prestaties deze ronde | opmerkingen                           | eindklassering |
| --------- | ------------------- | --------------------- | ------------------------------------- | -------------- |
| 81        | David Gaudu         | 18e etappe            |                                       | 11e            |
| 82        | Bruno Armirail      |                       |                                       | 83e            |
| 83        | Arnaud Démare       |                       | Buiten tijd gefinisht in de 9e etappe | DNF            |
| 84        | Jacopo Guarnieri    |                       | Buiten tijd gefinisht in de 9e etappe | DNF            |
| 85        | Ignatas Konovalovas |                       | Opgave in de 1e etappe                | DNF            |
| 86        | Stefan Küng         |                       |                                       | 49e            |
| 87        | Valentin Madouas    |                       |                                       | 42e            |
| 88        | Miles Scotson       |                       | Opgave tijdens de 11e etappe          | DNF            |

### Cofidis
| rugnummer | renner              | prestaties deze ronde | opmerkingen | eindklassering |
| --------- | ------------------- | --------------------- | ----------- | -------------- |
| 91        | Guillaume Martin    |                       |             | 8e             |
| 92        | Rubén Fernández     |                       |             | 84e            |
| 93        | Simon Geschke       |                       |             | 62e            |
| 94        | Jesús Herrada       |                       |             | 87e            |
| 95        | Christophe Laporte  |                       |             | 91e            |
| 96        | Anthony Perez       | 17e etappe            |             | 86e            |
| 97        | Pierre-Luc Périchon |                       |             | 92e            |
| 98        | Jelle Wallays       |                       |             | 131e           |

### Alpecin-Fenix
| rugnummer | renner               | prestaties deze ronde                                        | opmerkingen                    | eindklassering |
| --------- | -------------------- | ------------------------------------------------------------ | ------------------------------ | -------------- |
| 101       | Mathieu van der Poel | Winnaar: 2e etappe 2e, 3e, 4e, 5e, 6e en 7e etappe 2e etappe | Niet gestart voor de 9e etappe | DNF            |
| 102       | Silvan Dillier       |                                                              |                                | 59e            |
| 103       | Tim Merlier          | Winnaar: 3e etappe                                           | Opgave in de 9e etappe         | DNF            |
| 104       | Xandro Meurisse      |                                                              |                                | 29e            |
| 105       | Jasper Philipsen     |                                                              |                                | 109e           |
| 106       | Jonas Rickaert       |                                                              |                                | 95e            |
| 107       | Kristian Sbaragli    |                                                              |                                | 106e           |
| 108       | Petr Vakoč           |                                                              |                                | 118e           |

### EF Education-Nippo
| rugnummer | renner           | prestaties deze ronde | opmerkingen | eindklassering |
| --------- | ---------------- | --------------------- | ----------- | -------------- |
| 111       | Rigoberto Urán   |                       |             | 10e            |
| 112       | Stefan Bissegger |                       |             | 103e           |
| 113       | Ruben Guerreiro  |                       |             | 18e            |
| 114       | Sergio Higuita   |                       |             | 25e            |
| 115       | Michael Valgren  |                       |             | 53e            |
| 116       | Magnus Cort      |                       |             | 56e            |
| 117       | Neilson Powless  |                       |             | 43e            |
| 118       | Jonas Rutsch     |                       |             | 55e            |

### AG2R-Citroën
| rugnummer | renner                 | prestaties deze ronde | opmerkingen            | eindklassering |
| --------- | ---------------------- | --------------------- | ---------------------- | -------------- |
| 121       | Benoît Cosnefroy       |                       |                        | 107e           |
| 122       | Dorian Godon           |                       |                        | 75e            |
| 123       | Oliver Naesen          |                       |                        | 70e            |
| 124       | Ben O'Connor           | Winnaar: 9e etappe    |                        | 4e             |
| 125       | Aurélien Paret-Peintre |                       |                        | 15e            |
| 126       | Nans Peters            |                       | Opgave in de 9e etappe | DNF            |
| 127       | Michael Schär          | 3e etappe             |                        | 58e            |
| 128       | Greg Van Avermaet      | 6e etappe             |                        | 97e            |

### Arkéa Samsic
| rugnummer | renner            | prestaties deze ronde           | opmerkingen                           | eindklassering |
| --------- | ----------------- | ------------------------------- | ------------------------------------- | -------------- |
| 131       | Warren Barguil    |                                 | Niet gestart voor de 14e etappe       | DNF            |
| 132       | Nacer Bouhanni    |                                 | Opgave tijdens de 15e etappe          | DNF            |
| 133       | Anthony Delaplace |                                 | Buiten tijd gefinisht in de 9e etappe | DNF            |
| 134       | Élie Gesbert      |                                 |                                       | 61e            |
| 135       | Daniel McLay      |                                 | Opgave in de 11e etappe               | DNF            |
| 136       | Nairo Quintana    | 9e, 10e, 11e, 12e en 13e etappe |                                       | 28e            |
| 137       | Clément Russo     |                                 | Opgave in de 11e etappe               | DNF            |
| 138       | Connor Swift      |                                 |                                       | 89e            |

### Team DSM
| rugnummer | renner               | prestaties deze ronde | opmerkingen                     | eindklassering |
| --------- | -------------------- | --------------------- | ------------------------------- | -------------- |
| 141       | Søren Kragh Andersen |                       | Niet gestart voor de 14e etappe | DNF            |
| 142       | Tiesj Benoot         |                       | Opgave in de 11e etappe         | DNF            |
| 143       | Cees Bol             |                       |                                 | 140e           |
| 144       | Mark Donovan         |                       |                                 | 45e            |
| 145       | Nils Eekhoff         |                       |                                 | 126e           |
| 146       | Joris Nieuwenhuis    |                       |                                 | 128e           |
| 147       | Casper Pedersen      |                       |                                 | 111e           |
| 148       | Jasha Sütterlin      |                       | Opgave in de 1e etappe          | DNF            |

### Lotto Soudal
| rugnummer | renner             | prestaties deze ronde | opmerkingen                  | eindklassering |
| --------- | ------------------ | --------------------- | ---------------------------- | -------------- |
| 151       | Caleb Ewan         |                       | Opgave tijdens de 3e etappe  | DNF            |
| 152       | Jasper De Buyst    |                       | Opgave tijdens de 9e etappe  | DNF            |
| 153       | Thomas De Gendt    |                       |                              | 82e            |
| 154       | Philippe Gilbert   |                       |                              | 99e            |
| 155       | Roger Kluge        |                       | Opgave tijdens de 13e etappe | DNF            |
| 156       | Harry Sweeny       |                       |                              | 85e            |
| 157       | Tosh Van der Sande |                       | Opgave tijdens de 11e etappe | DNF            |
| 158       | Brent Van Moer     | 4e etappe             |                              | 65e            |

### Bahrain-Victorious
| rugnummer | renner          | prestaties deze ronde                                                               | opmerkingen                                   | eindklassering |
| --------- | --------------- | ----------------------------------------------------------------------------------- | --------------------------------------------- | -------------- |
| 161       | Jack Haig       |                                                                                     | Opgave tijdens de 3e etappe                   | DNF            |
| 162       | Peio Bilbao     |                                                                                     |                                               | 9e             |
| 163       | Sonny Colbrelli |                                                                                     |                                               | 52e            |
| 164       | Marco Haller    |                                                                                     |                                               | 127e           |
| 165       | Matej Mohorič   | Winnaar: 7e en 19e etappe 7e etappe 7e en 19e etappe                                |                                               | 31e            |
| 166       | Wout Poels      | 8e, 15e, 16e en 17e etappe 8e etappe                                                |                                               | 16e            |
| 167       | Dylan Teuns     | Winnaar: 8e etappe                                                                  |                                               | 17e            |
| 168       | Alfred Wright   |                                                                                     |                                               | 96e            |
|           | Team            | 3e, 4e, 8e, 9e, 10e, 11e, 12e, 13e, 14e, 15e, 16e, 17e, 18e, 19e, 20e en 21e etappe | Winnaar Ploegenklassement Ronde van Frankrijk |                |

### Team BikeExchange
| rugnummer | renner                  | prestaties deze ronde | opmerkingen                   | eindklassering |
| --------- | ----------------------- | --------------------- | ----------------------------- | -------------- |
| 171       | Michael Matthews        |                       |                               | 79e            |
| 172       | Esteban Chaves          |                       |                               | 13e            |
| 173       | Luke Durbridge          |                       |                               | 100e           |
| 174       | Amund Grøndahl Jansen   |                       | Niet gestart in de 16e etappe | DNF            |
| 175       | Lucas Hamilton          |                       | Opgave in de 13e etappe       | DNF            |
| 176       | Christopher Juul-Jensen |                       |                               | 114e           |
| 177       | Luka Mezgec             |                       |                               | 102e           |
| 178       | Simon Yates             |                       | Opgave in de 13e etappe       | DNF            |

### Astana-Premier Tech
| rugnummer | renner            | prestaties deze ronde | opmerkingen                           | eindklassering |
| --------- | ----------------- | --------------------- | ------------------------------------- | -------------- |
| 181       | Jakob Fuglsang    |                       | Niet gestart voor de 21e etappe       | DNF            |
| 182       | Alex Aranburu     |                       |                                       | 74e            |
| 183       | Stefan de Bod     |                       | Buiten tijd gefinisht in de 9e etappe | DNF            |
| 184       | Omar Fraile       |                       |                                       | 57e            |
| 185       | Dmitri Groezdev   |                       |                                       | 113e           |
| 186       | Hugo Houle        | 10e etappe            |                                       | 66e            |
| 187       | Jon Izagirre      |                       |                                       | 26e            |
| 188       | Aleksej Loetsenko |                       |                                       | 7e             |

### Team Qhubeka NextHash
| rugnummer | renner             | prestaties deze ronde | opmerkingen                           | eindklassering |
| --------- | ------------------ | --------------------- | ------------------------------------- | -------------- |
| 191       | Sergio Henao       |                       |                                       | 21e            |
| 192       | Carlos Barbero     |                       |                                       | 124e           |
| 193       | Sean Bennett       |                       |                                       | 130e           |
| 194       | Victor Campenaerts |                       | Opgave in de 11 etappe                | DNF            |
| 195       | Simon Clarke       |                       |                                       | 123e           |
| 196       | Nicholas Dlamini   |                       | Buiten tijd gefinisht in de 9e etappe | DNF            |
| 197       | Michael Gogl       |                       | Niet gestart in de 13e etappe         | DNF            |
| 198       | Max Walscheid      |                       |                                       | 121e           |

### Team TotalEnergies
| rugnummer | renner               | prestaties deze ronde | opmerkingen                  | eindklassering |
| --------- | -------------------- | --------------------- | ---------------------------- | -------------- |
| 201       | Pierre Latour        |                       |                              | 47e            |
| 202       | Edvald Boasson Hagen |                       | Buiten tijd in de 15e etappe | DNF            |
| 203       | Jérémy Cabot         |                       |                              | 132e           |
| 204       | Victor de la Parte   |                       |                              | 72e            |
| 205       | Fabien Doubey        |                       |                              | 78e            |
| 206       | Cristian Rodríguez   |                       |                              | 46e            |
| 207       | Julien Simon         |                       |                              | 129e           |
| 208       | Anthony Turgis       |                       |                              | 73e            |

### Intermarché-Wanty-Gobert Matériaux
| rugnummer | renner           | prestaties deze ronde | opmerkingen                           | eindklassering |
| --------- | ---------------- | --------------------- | ------------------------------------- | -------------- |
| 211       | Louis Meintjes   |                       |                                       | 14e            |
| 212       | Jan Bakelants    |                       |                                       | 48e            |
| 213       | Jonas Koch       |                       | Niet gestart in de 10e etappe         | DNF            |
| 214       | Lorenzo Rota     |                       |                                       | 63e            |
| 215       | Boy van Poppel   |                       |                                       | 117e           |
| 216       | Danny van Poppel |                       |                                       | 120e           |
| 217       | Loïc Vliegen     |                       | Buiten tijd gefinisht in de 9e etappe | DNF            |
| 218       | Georg Zimmermann |                       |                                       | 80e            |

### B&B Hotels p/b KTM
| rugnummer | renner           | prestaties deze ronde | opmerkingen                           | eindklassering |
| --------- | ---------------- | --------------------- | ------------------------------------- | -------------- |
| 221       | Bryan Coquard    |                       | Buiten tijd gefinisht in de 9e etappe | DNF            |
| 222       | Cyril Barthe     |                       |                                       | 88e            |
| 223       | Franck Bonnamour |                       | Winnaar Prijs voor de Strijdlust      | 22e            |
| 224       | Maxime Chevalier |                       |                                       | 93e            |
| 225       | Cyril Gautier    |                       |                                       | 81e            |
| 226       | Cyril Lemoine    |                       | Opgave in de 1e etappe                | DNF            |
| 227       | Quentin Pacher   | 13e etappe            |                                       | 35e            |
| 228       | Pierre Rolland   |                       |                                       | 51e            |

## Deelnemers per land
| Deelnemers | Land                                                             |
| ---------- | ---------------------------------------------------------------- |
| 33         | Frankrijk                                                        |
| 22         | België                                                           |
| 17         | Spanje                                                           |
| 14         | Nederland                                                        |
| 12         | Duitsland                                                        |
| 11         | Denemarken                                                       |
| 10         | Australië, Verenigd Koninkrijk                                   |
| 9          | Italië                                                           |
| 6          | Colombia, Zwitserland                                            |
| 4          | Oostenrijk, Slovenië, Verenigde Staten                           |
| 3          | Canada, Noorwegen, Zuid-Afrika                                   |
| 2          | Kazachstan, Polen, Portugal                                      |
| 1          | Ecuador, Ierland, Israël, Letland, Litouwen, Slowakije, Tsjechië |

1e etappe ·
2e etappe ·
3e etappe ·
4e etappe ·
5e etappe ·
6e etappe ·
7e etappe ·
8e etappe ·
9e etappe ·
10e etappe ·
11e etappe ·
12e etappe ·
13e etappe ·
14e etappe ·
15e etappe ·
16e etappe ·
17e etappe ·
18e etappe ·
19e etappe ·
20e etappe ·
21e etappe
Startlijst · Eindstanden · Afbeeldingen